# Armin Kroder

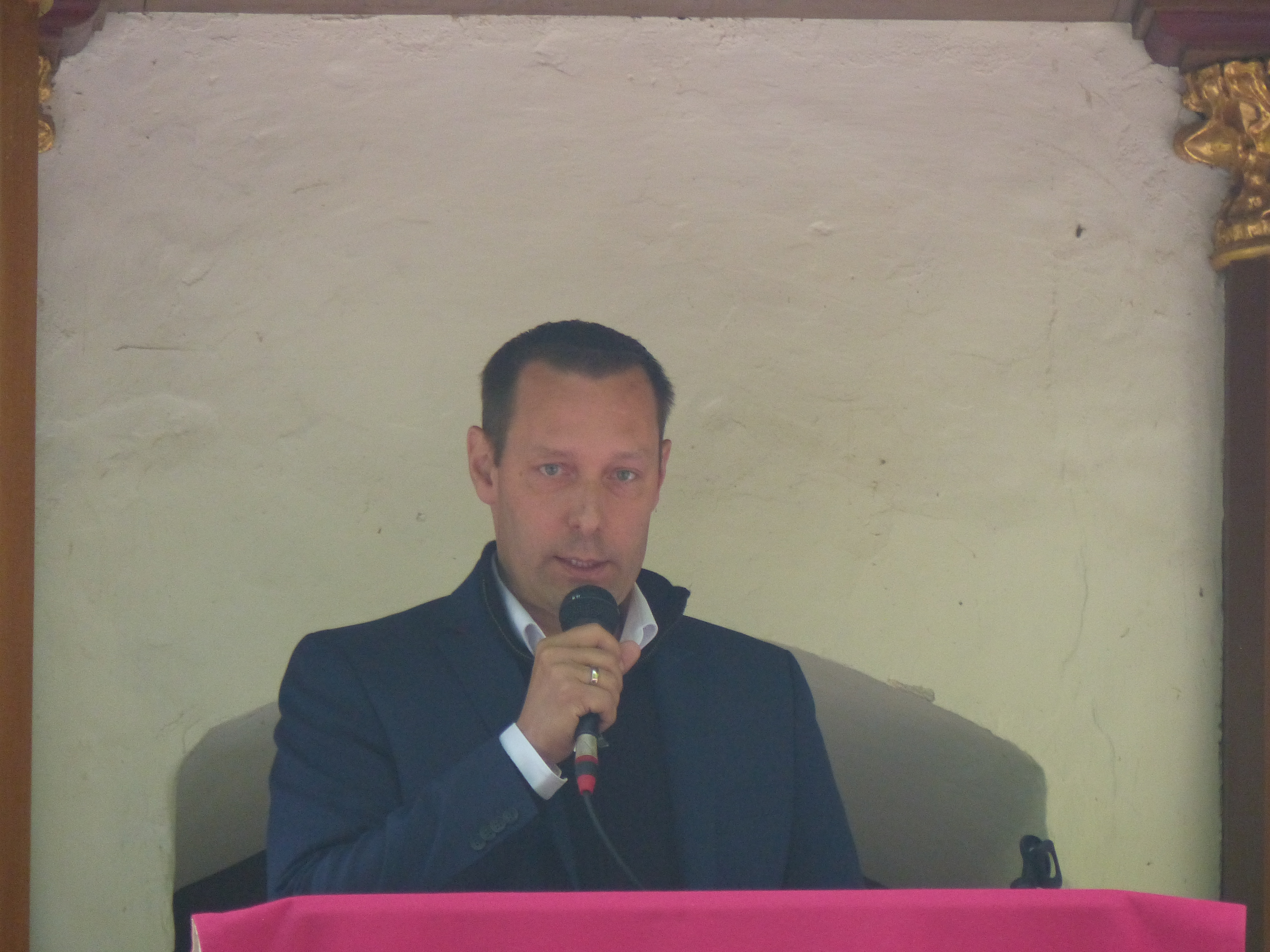
Armin Kroder auf der Empore der Keilbergkapelle, anlässlich einer kurzen Laienpredigt bei der Keilbergkirchweih

Armin Kroder (* 6. März 1973) ist ein deutscher Kommunalpolitiker und Jurist aus Mittelfranken. Er ist Mitglied der Freien Wähler und seit 2008 amtierender Landrat des mittelfränkischen Landkreises Nürnberger Land. Von 2018 bis 2023 war er darüber hinaus Bezirkstagspräsident von Mittelfranken.

## Biografie
Armin Kroder stammt aus Neunkirchen am Sand, wo seine Eltern einen Vollerwerbsbauernhof betreiben. Nach dem Besuch der Grundschule in Neunkirchen absolvierte er das Paul-Pfinzing-Gymnasium in Hersbruck und leistete anschließend seinen Grundwehrdienst ab. Danach studierte er Jura an der Friedrich-Alexander-Universität Erlangen. Nach dem Abschluss seines Studiums führte ihn sein Referendariat zu mehreren Stationen in der Region Nürnberg. Neben dem Amtsgericht Hersbruck, mehreren Rechtsanwaltskanzleien und Siemens, gehörte dazu erstmals auch das Landratsamt Nürnberger Land. Seine berufliche Laufbahn begann Kroder beim Verwaltungsgericht Regensburg, wo er mit 27 Jahren Richter wurde. 2002 folgte sein Wechsel zum Landratsamt Nürnberger Land, wo er als Abteilungsleiter die Führung der Abteilung Öffentliche Sicherheit und Ordnung und Personennahverkehr übernahm. Diese Funktion übte er aus, bis er 2008 Landrat wurde.

## Politik
Zu Beginn des Jahres 2008 wurde der damals 34-jährige Kroder von den Freien Wählern als Kandidat für die anstehende Landratswahl aufgestellt. Der aus Altersgründen ausscheidende Landrat Helmut Reich bezeichnete ihn dabei als Wunschkandidaten für seine Nachfolge. Im ersten Wahlgang am 2. März konnte Kroder lediglich das zweitbeste Stimmergebnis erzielen. In der am 16. März 2008 durchgeführten Stichwahl konnte er sich allerdings mit einer Mehrheit von knapp 60 Prozent gegen seinen Gegenkandidaten durchsetzen.
Im Vorfeld der Landratswahl 2008 hatte Kroder auf seine Politikferne hingewiesen, sowie auch eine gewisse Unerfahrenheit in politischen Angelegenheiten eingestanden. Da allerdings etwa 70 Prozent der Aufgaben eines Landrats lediglich staatlicher Behördennatur wären und daher mit Politik wenig zu tun hätten, würde dies kein wirkliches Problem darstellen. Von größerer Bedeutung sei es stattdessen, für die Tätigkeit als Landrat juristische Kenntnisse mitzubringen.
Im Jahr 2013 wurde Kroder in den Bezirkstag von Mittelfranken gewählt und war fünf Jahre lang weiterer Stellvertreter des Präsidenten.
Armin Kroder wurde 2014 im ersten Wahlgang mit 57,52 Prozent der Stimmen im Amt des Landrats bestätigt. Kurz zuvor wurde er zum Vorsitzenden der Metropolregion Nürnberg gewählt.
2018 wurde er für fünf Jahre zum Bezirkstagspräsidenten von Mittelfranken gewählt. 2020 wurde er erneut als Landrat wiedergewählt. Zu Wahl als Bezirkstagspräsident 2023 trat er nicht an.

## Privates
Kroder ist verheiratet und lebt mit seiner Familie auf dem elterlichen Bauernhof.